# Saint-Félix-de-Reillac-et-Mortemart
Saint-Félix-de-Reillac-et-Mortemart – miejscowość i gmina we Francji, w regionie Nowa Akwitania, w departamencie Dordogne.
Według danych na rok 1990 gminę zamieszkiwały 194 osoby, a gęstość zaludnienia wynosiła 10 osób/km² (wśród 2290 gmin Akwitanii Saint-Félix-de-Reillac-et-Mortemart plasuje się na 983. miejscu pod względem liczby ludności, natomiast pod względem powierzchni na miejscu 554.).